# Shiva Baby
Shiva Baby è un film del 2020 scritto e diretto da Emma Seligman al suo debutto alla regia di un lungometraggio.

## Trama
Alla seduta di shiva di un'amica di famiglia, la giovane Danielle deve destreggiarsi tra i parenti pettegoli e invadenti mentre cerca di nascondere i suoi fallimenti professionali e personali. In particolare, Danielle fatica nel rivedere la sua ex, Maya, una giovane di grande successo, e la situazione peggiora con l'arrivo del suo sugar daddy con la moglie e il figlio neonato.

## Distribuzione
Il film è stato presentato in anteprima mondiale il 15 marzo 2020 in occasione del South by Southwest e successivamente è stato distribuito nelle sale statunitensi dal 18 febbraio 2021.

## Riconoscimenti
- 2021 – Chicago Film Critics Association Award
  - Candidatura per la miglior regista rivelazione per Emma Seligman
  - Candidatura per la miglior performance rivelazione per Rachel Sennott
- 2021 – Gotham Independent Film Awards
  - Candidatura per la miglior regista esordiente per Emma Seligman
  - Candidatura per la miglior performance rivelazione per Rachel Sennott
- 2021 – National Board of Review Award
  - Migliori dieci film indipendenti
- 2022 – Independent Spirit Awards
  - Premio John Cassavetes